# Matthieu Vaxivière

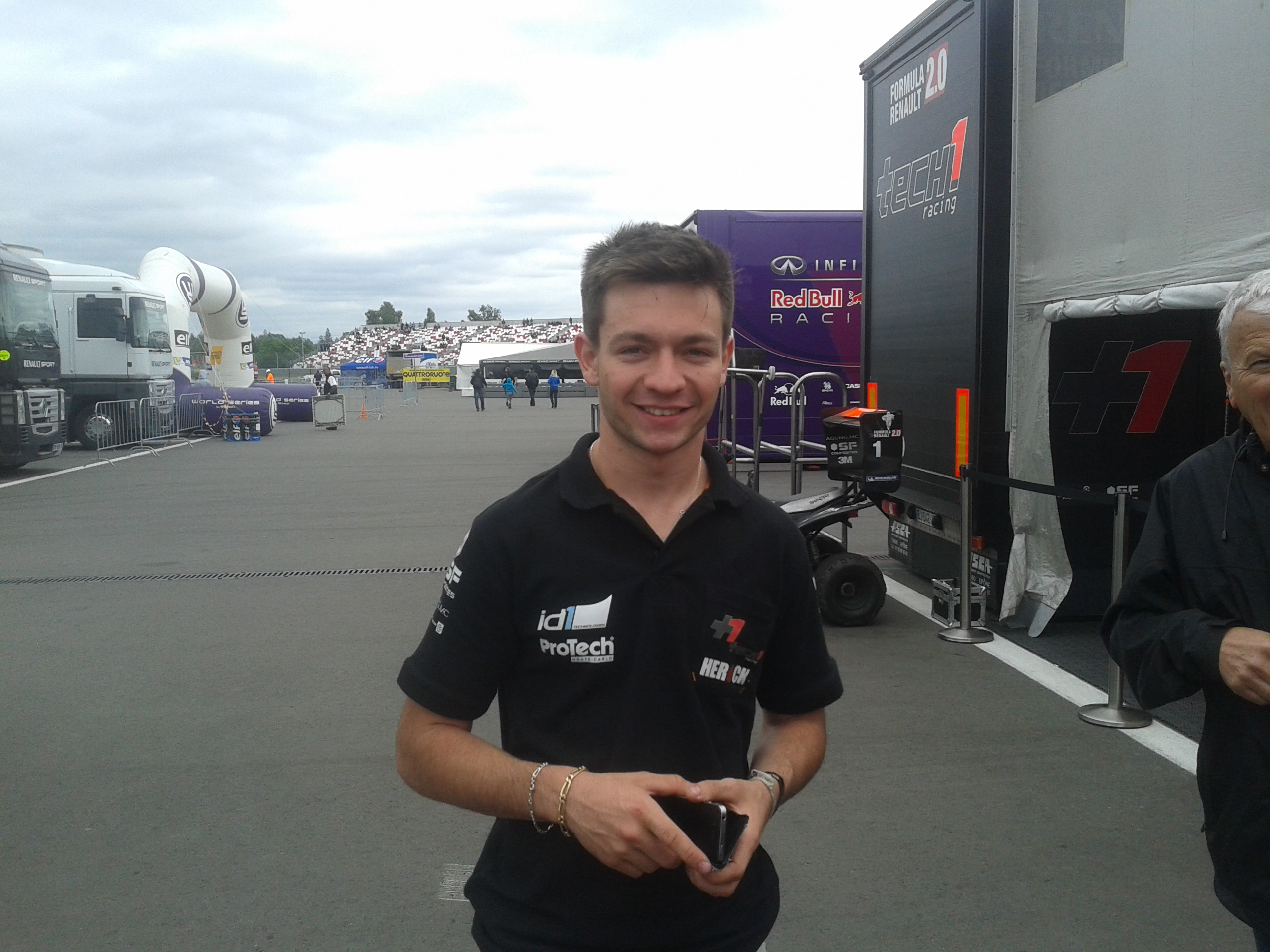
Matthieu Vaxivière (2013)

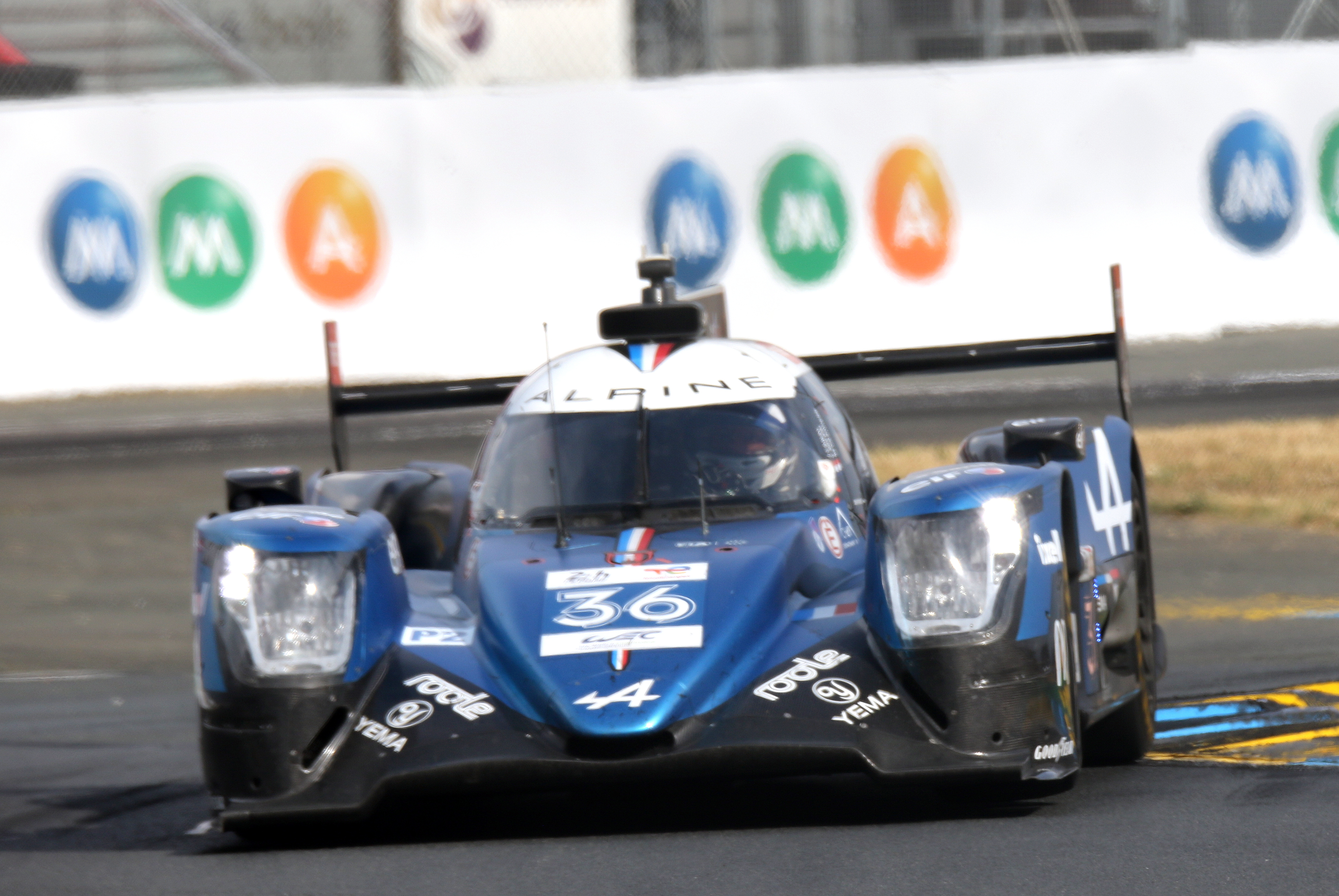
Der von Matthieu Vaxivière beim 24-Stunden-Rennen von Le Mans 2023 gefahrene Oreca 07

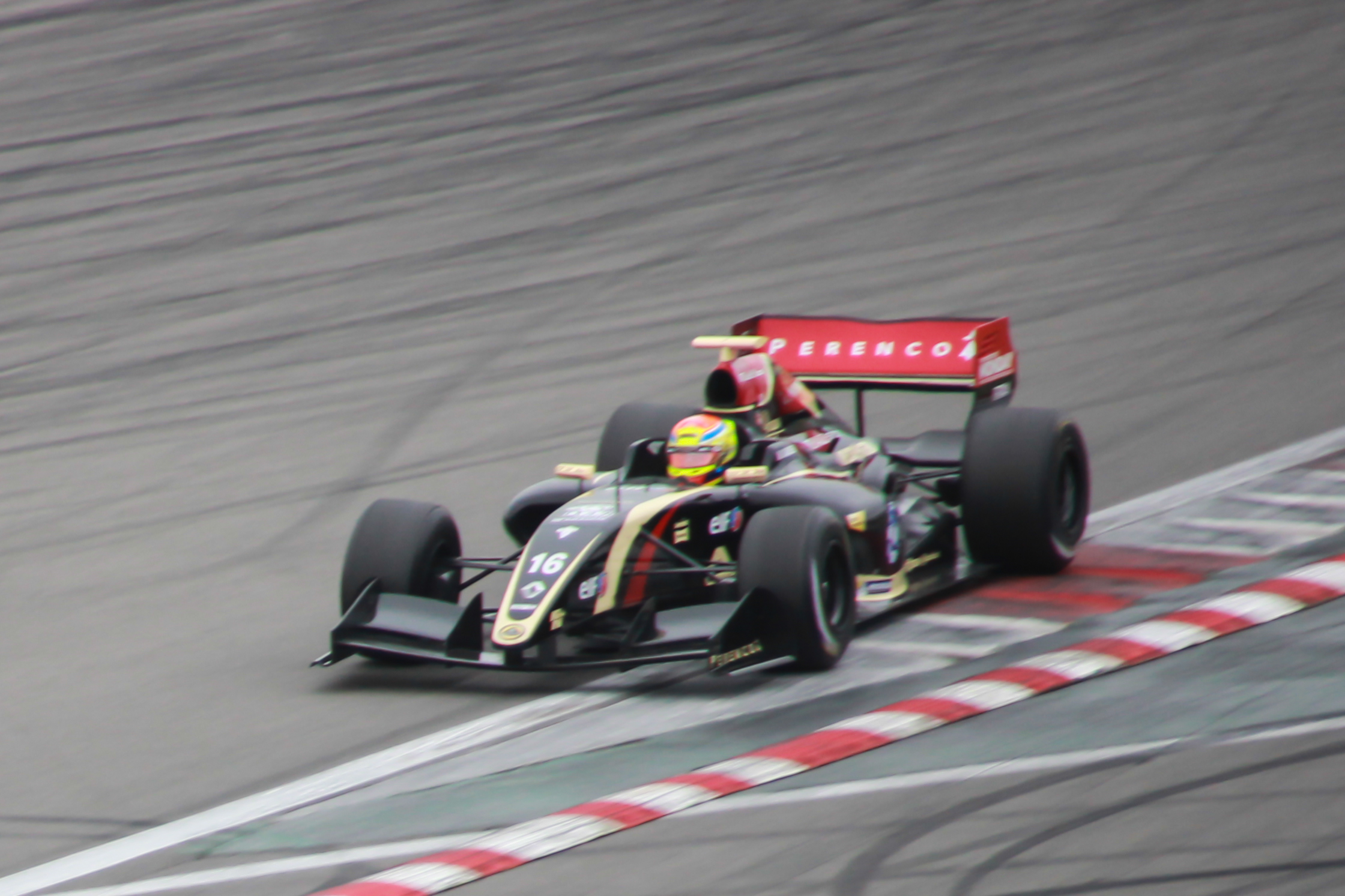
Matthieu Vaxivière beim ersten Rennen der Formel Renault 3.5 auf dem Nürburgring 2014

Matthieu Vaxivière (* 3. Dezember 1994 in Limoges) ist ein französischer Automobilrennfahrer. Er trat von 2014 bis 2016 in der Formel V8 3.5 an. Seit 2017 startet er in der GP3-Serie.

## Karriere
Vaxivière begann seine Motorsportkarriere im Kartsport. Anschließend nahm er an einigen Rennen der Eisrennserie Trophée Andros teil. 2010 ging er in der Mitjet Series, einer Serie mit Autos, die von einem Motorradmotor angetrieben werden, an den Start. Er beendete die Saison auf dem neunten Platz.
2011 wechselte Vaxivière in den Formelsport und trat in der französischen F4-Meisterschaft an. Mit drei Siegen und insgesamt zehn Podest-Platzierungen entschied er die Meisterschaft für sich. 2012 erhielt Vaxivière ein Cockpit bei Tech 1 Racing im Formel Renault 2.0 Eurocup. Mit einem zehnten Platz als einzige Punkteplatzierung schloss er die Saison auf dem 29. Gesamtrang ab. Darüber hinaus nahm Vaxivière für Tech 1 Racing an vier Veranstaltungen der alpinen Formel Renault teil. Dabei erreicht er mit einem dritten Platz eine Podest-Platzierung. In der Gesamtwertung wurde er 14. Außerdem absolvierte er zwei Rennen in der französischen GT-Meisterschaft. 2013 blieb Vaxivière bei Tech 1 Racing im Formel Renault 2.0 Eurocup. Beim Saisonauftakt in Alcañiz gewann er beide Rennen von der Pole-Position startend und fuhr zudem in beiden Rennen die schnellste Rennrunde. Im weiteren Saisonverlauf gelang es Vaxivière allerdings nicht, an diese Resultate anzuknüpfen und er fuhr nur bei zwei weiteren Rennen in die Punkteränge. Während sein Teamkollege Pierre Gasly die Meisterschaft gewann, wurde er Gesamtzehnter. Außerdem ging Vaxivière für Tech 1 Racing bei zwei Veranstaltungen der alpinen Formel Renault an den Start. Darüber hinaus absolvierte er vier Gaststarts im französischen Porsche Carrera Cup. Dabei kam er einmal als Erster ins Ziel und war immer innerhalb der Top-3.
2014 wechselte Vaxivière in die Formel Renault 3.5, wo er ein Cockpit beim von Charouz Racing System betreuten Lotus-Team erhielt. Bei einem Unfall in Monte Carlo erlitt er eine Wirbelfraktur, wegen derer er für zwei Veranstaltungen ausfiel. Nach seiner Rückkehr gelang ihm auf dem Nürburgring ein zweiter Platz. Vaxivière schaffte anschließend sechs weitere Punkteplatzierung, inklusive eines weiteren Podest-Platzes. In der Gesamtwertung erreichte er den achten Platz. Damit setzte er sich intern gegen seinen Teamkollegen Marlon Stöckinger, der Neunter wurde, durch. Darüber hinaus war Vaxivière 2014 für Prospeed Competition in der LMGTE-Am-Klasse der FIA-Langstrecken-Weltmeisterschaft (WEC) aktiv. Aufgrund seiner Verletzung aus dem Formelsport verpasste Vaxivière sein Debüt beim 24-Stunden-Rennen von Le Mans, das zur WEC zählte. Im Weltcup der GT-Fahrer lag Vaxivière gemeinsam mit seinen Teamkollegen Emmanuel Collard und François Perrodo auf dem 23. Platz. Darüber hinaus nahm Vaxivière 2014 an einem Rennen der European Le Mans Series (ELMS) und zwei Rennen der französischen GT-Meisterschaft teil. 2015 bestritt Vaxivière seine zweite Saison in der Formel Renault 3.5 für Lotus. In Alcañiz, Spa-Francorchamps und Spielberg gewann er je ein Rennen. Mit 234 zu 307 Punkten wurde er Gesamtzweiter hinter Oliver Rowland. Ferner führte er zwei Gaststarts in der alpinen Formel Renault durch.
2016 wurde die Formel Renault 3.5 in Formel V8 3.5 umbenannt und Vaxivière wechselte zum neu eingestiegenen Rennstall SMP Racing, der von AF Corse betreut wurde. Er entschied in Spa-Francorchamps und in Spielberg ein Rennen für sich und beendete die Saison auf dem sechsten Platz der Fahrerwertung.
2017 übernahm Vaxivière ab dem vierten Rennwochenende der GP3-Serie in Ungarn das Cockpit des DAMS-Fahrers Santino Ferrucci.

## Statistik

### Karrierestationen
| - 2010: Mitjet Series (Platz 9) - 2011: Französische Formel-4-Meisterschaft (Meister) - 2012: Formel Renault 2.0 Eurocup (Platz 29) - 2012: Alpine Formel Renault (Platz 14) - 2012: Französische GT | - 2013: Formel Renault 2.0 Eurocup (Platz 10) - 2013: Alpine Formel Renault (Platz 18) - 2014: Formel Renault 3.5 (Platz 8) - 2014: WEC, GT (Platz 23) - 2014: ELMS, GTC (Platz 22) | - 2014: Französische GT - 2015: Formel Renault 3.5 (Platz 2) - 2016: Formel V8 3.5 (Platz 6) - 2017: GP3-Serie (Platz 22) |

### Einzelergebnisse in der Formel Renault 3.5 / Formel V8 3.5
| Jahr | Team       | 1   | 2   | 3   | 4   | 5   | 6   | 7   | 8   | 9   | 10  | 11  | 12  | 13  | 14  | 15  | 16  | 17  | 18  | Punkte | Rang |
| ---- | ---------- | --- | --- | --- | --- | --- | --- | --- | --- | --- | --- | --- | --- | --- | --- | --- | --- | --- | --- | ------ | ---- |
| 2014 | Lotus      | MNZ | MNZ | ALC | ALC | MON | SPA | SPA | MOS | MOS | NÜR | NÜR | HUN | HUN | LEC | LEC | JRZ | JRZ |     | 83     | 8.   |
| 2014 | Lotus      | 17* | 16  | 7   | 8   | DNF | INJ | INJ | INJ | INJ | 13  | 2   | 5   | 7   | 3   | 6   | 4   | 8   |     | 83     | 8.   |
| 2015 | Lotus      | ALC | ALC | MON | SPA | SPA | HUN | HUN | SPI | SPI | SIL | SIL | NÜR | NÜR | LMS | LMS | JRZ | JRZ |     | 234    | 2.   |
| 2015 | Lotus      | 4   | 1   | DNF | 1   | 3   | 4   | 2   | 6   | 1   | 3   | 2   | 4   | 11  | 10  | 2   | 3   | 3   |     | 234    | 2.   |
| 2016 | SMP Racing | ALC | ALC | HUN | HUN | SPA | SPA | LEC | LEC | SIL | SIL | SPI | SPI | MNZ | MNZ | JER | JER | CAT | CAT | 175    | 6.   |
| 2016 | SMP Racing | 2   | DNF | 5   | 5   | DNF | 1   | 5   | DNF | 2   | 7   | 1   | 6   | 3   | DNF | 3   | 3   | DNF | DNF | 175    | 6.   |

### Einzelergebnisse in der GP3-Serie
| Jahr | Team | 1   | 2   | 3   | 4   | 5   | 6   | 7   | 8   | 9   | 10  | 11  | 12  | 13  | 14  | 15  | 16  | Punkte | Rang |
| ---- | ---- | --- | --- | --- | --- | --- | --- | --- | --- | --- | --- | --- | --- | --- | --- | --- | --- | ------ | ---- |
| 2017 | DAMS | ESP | ESP | AUT | AUT | GBR | GBR | HUN | HUN | BEL | BEL | ITA | ITA | ESP | ESP | UAE | UAE | 0      | 22.  |
| 2017 | DAMS |     |     |     |     |     |     | 12  | 12  | DNF | 15  |     |     |     |     |     |     | 0      | 22.  |

| Legende                      | Legende         | Legende                                                                                      |
| Farbe                        | Abkürzung       | Bedeutung                                                                                    |
| ---------------------------- | --------------- | -------------------------------------------------------------------------------------------- |
| Gold                         | –               | Sieger                                                                                       |
| Silber                       | –               | 2. Platz                                                                                     |
| Bronze                       | –               | 3. Platz                                                                                     |
| Grün                         | –               | Platzierung in den Punkten                                                                   |
| Blau                         | –               | Klassifiziert außerhalb der Punkteränge                                                      |
| Violett                      | DNF             | Rennen nicht beendet (did not finish)                                                        |
| Violett                      | NC              | nicht klassifiziert (not classified)                                                         |
| Rot                          | DNQ             | nicht qualifiziert (did not qualify)                                                         |
| Schwarz                      | DSQ             | disqualifiziert (disqualified)                                                               |
| Weiß                         | DNS             | nicht am Start (did not start)                                                               |
| Weiß                         | WD              | zurückgezogen (withdrawn)                                                                    |
| Blanko                       | INJ             | verletzt oder krank (injured)                                                                |
| Blanko                       | EX              | ausgeschlossen (excluded)                                                                    |
| Blanko                       | C               | Rennen abgesagt (cancelled)                                                                  |
| Blanko                       | keine Teilnahme |                                                                                              |
| sonstige Formate und Zeichen | P/fett          | Pole-Position                                                                                |
| sonstige Formate und Zeichen | SR/kursiv       | Schnellste Rennrunde (in der GP3-Serie für die schnellste Rennrunde der besten zehn Piloten) |
| sonstige Formate und Zeichen | *               | nicht im Ziel, aufgrund der zurückgelegten Distanz aber gewertet                             |
| sonstige Formate und Zeichen | unterstrichen   | Führender in der Gesamtwertung                                                               |

### Le-Mans-Ergebnisse
| Jahr | Team                  | Fahrzeug    | Teamkollege      | Teamkollege            | Platzierung     | Ausfallgrund |
| ---- | --------------------- | ----------- | ---------------- | ---------------------- | --------------- | ------------ |
| 2017 | TDS Racing            | Oreca 07    | François Perrodo | Emmanuel Collard       | Ausfall         | Unfall       |
| 2018 | TDS Racing            | Oreca 07    | François Perrodo | Loïc Duval             | disqualifiziert |              |
| 2019 | TDS Racing            | Oreca 07    | François Perrodo | Loïc Duval             | Rang 8          |              |
| 2020 | Panis Racing          | Oreca 07    | Julien Canal     | Nico Jamin             | Rang 7          |              |
| 2021 | Alpine Elf Matmut     | Alpine A480 | André Negrão     | Nicolas Lapierre       | Rang 3          |              |
| 2022 | Alpine Elf Matmut     | Alpine A480 | André Negrão     | Nicolas Lapierre       | Rang 23         |              |
| 2023 | Alpine Elf Team       | Oreca 07    | Julien Canal     | Charles Milesi         | Rang 12         |              |
| 2024 | Alpine Endurance Team | Alpine A424 | Mick Schumacher  | Nicolas Lapierre       | Ausfall         | Motorschaden |
| 2025 | AF Corse              | Oreca 07    | François Perrodo | António Félix da Costa | Rang 26         |              |

### Sebring-Ergebnisse
| Jahr | Team                            | Fahrzeug         | Teamkollege   | Teamkollege          | Platzierung | Ausfallgrund |
| ---- | ------------------------------- | ---------------- | ------------- | -------------------- | ----------- | ------------ |
| 2019 | Konica Minolta Cadillac DPi-V.R | Cadillac DPi-V.R | Jordan Taylor | Renger van der Zande | Rang 2      |              |

### Einzelergebnisse in der FIA-Langstrecken-Weltmeisterschaft
| Saison  | Team         | Rennwagen           | 1   | 2   | 3   | 4   | 5   | 6   | 7   | 8   | 9   |
| ------- | ------------ | ------------------- | --- | --- | --- | --- | --- | --- | --- | --- | --- |
| 2014    | Prospeed     | Porsche 997 GT3 RSR | SIL | SPA | LEM | AUS | FUJ | SHA | BAH | SAO |     |
| 2014    | Prospeed     | Porsche 997 GT3 RSR | DNF | 25  |     | 27  | 19  | 23  | 25  | 17  |     |
| 2017    | TDS Racing   | Oreca 07            | SIL | SPA | LEM | NÜR | MEX | AUS | FUJ | SHA | BAH |
| 2017    | TDS Racing   | Oreca 07            | 6   | 15  | DNF | 12  | 11  | 11  | 8   | 10  | 13  |
| 2018/19 | TDS Racing   | Oreca 07            | SPA | LEM | SIL | FUJ | SHA | SEB | SPA | LEM |     |
| 2018/19 | TDS Racing   | Oreca 07            | 10  | DNF | 10  | 9   | DNF | DNF | 11  | 8   |     |
| 2019/20 | Panis Racing | Oreca 07            | SIL | FUJ | SHA | BAH | AUS | SPA | LEM | BAH |     |
| 2019/20 | Panis Racing | Oreca 07            |     |     |     | 7   |     |     |     |     |     |
| 2021    | Alpine       | Alpine A480         | SPA | POR | MON | LEM | BAH | BAH |     |     |     |
| 2021    | Alpine       | Alpine A480         | 2   | 3   | 2   | 3   | 3   | 3   |     |     |     |
| 2022    | Alpine       | Alpine A480         | SEB | SPA | LEM | MON | FUJ | BAH |     |     |     |
| 2022    | Alpine       | Alpine A480         | 1   | 2   | 23  | 1   | 3   | 3   |     |     |     |
| 2023    | Alpine Team  | Oreca 07            | SEB | POR | SPA | LEM | MON | FUJ | BAH |     |     |
| 2023    | Alpine Team  | Oreca 07            | 16  | 18  | 15  | 12  | 12  | 15  | 18  |     |     |
| 2024    | Alpine Team  | Alpine A424         | KAT | IMO | SPA | LEM | SAO | AUS | FUJ | BAH |     |
| 2024    | Alpine Team  | Alpine A424         | 11  | 16  | 12  | DNF | 10  | 9   | 3   | 9   |     |
| 2025    | AF Corse     | Oreca 07            | KAT | IMO | SPA | LEM | SAO | AUS | FUJ | BAH |     |
| 2025    | AF Corse     | Oreca 07            | 26  |     |     |     |     |     |     |     |     |